# Малиновка Вторая (Марий Эл)
Малиновка Вторая (горномар. Кокшы Малиновка) — деревня в Горномарийском районе Марий Эл, в составе Микряковского сельского поселения.

## Географическое положение
Малиновка Вторая расположена на дороге Козьмодемьянск — Митряево в 9,5 км от Микряково и в 1,5 км от деревни Малиновка Первая

## История
Деревня Малиновка Вторая была основана, как и остальные деревни в этой местности, в рамках Столыпинской реформы в 1910 году. В разные годы деревня входила в состав Емангашской волости Васильсурского уезда, Шешмарского района Юринского кантона, Крайне-Шешмарского сельского совета Еласского района, Берёзовского сельского совета Горномарийского района. В настоящее время в составе Микряковского сельского поселения. В годы коллективизации в деревне, совместно с жителями Малиновки Первой, был создан колхоз «Заветы Ильича». После войны он вошёл в состав колхоза имени Ворошилова, позднее в состав колхоза «Маяк». В 1933 году в деревне проживало 67 человек.

## Население
| 2002 | 2010 | 2013 | 2014 |
| ---- | ---- | ---- | ---- |
| 39   | ↘29  | ↘27  | ↗29  |

По состоянию на 1 января 2001 года в деревне проживало 39 человек. Имелось 19 дворов, в том числе 1 пустующий.